# Q&A (film)
Q&A is een Amerikaanse misdaadfilm uit 1990 onder regie van Sidney Lumet. De hoofdrollen worden vertolkt door Timothy Hutton, Nick Nolte, Armand Assante en Jenny Lumet.

## Verhaal
Mike Brennan is een agent bij de New Yorkse politie, die een misdadiger neerschiet zonder dat er sprake is van wettige zelfverdediging. Het hoofd van de misdaadsectie beveelt een onderzoek aan naar de dood van de crimineel. Tijdens dat onderzoek blijkt dat er tegenstrijdige meningen bestaan over Brennan.

## Rolverdeling
| Acteur                | Personage          |
| --------------------- | ------------------ |
| Nick Nolte            | Mike Brennan       |
| Timothy Hutton        | Al Reilly          |
| Armand Assante        | Bobby Tex          |
| Patrick O'Neal        | Kevin Quinn        |
| Lee Richardson        | Leo Bloomenfeld    |
| Luis Guzmán           | Luis Valentin      |
| Charles S. Dutton     | Sam Chapman        |
| Jenny Lumet           | Nancy Bosch        |
| Paul Calderon         | Roger Montalvo     |
| International Chrysis | José Malpica       |
| Dominic Chianese      | Larry Pesch        |
| Leonardo Cimino       | Nick Petrone       |
| Fyvush Finkel         | Preston Pearlstein |
| Gustavo Brens         | Alfonse Segal      |
| Martin E. Brens       | Armand Segal       |

## Nominaties
| Jaar | Prijs        | Categorie                  | Genomineerde(n) | Uitslag     |
| ---- | ------------ | -------------------------- | --------------- | ----------- |
| 1991 | Golden Globe | Beste acteur in een bijrol | Armand Assante  | Genomineerd |

## Productie

### Ontwikkeling
Edwin Torres was de zoon van Puerto Ricaanse migranten. In de jaren 1970 was hij een strafrechter in New York. In zijn vrije tijd schreef hij enkele misdaadromans die zich afspeelden in het Puerto Ricaans-Amerikaanse misdaadmilieu, waaronder Carlito's Way (1975) en Q&A (1977), die beiden verfilmd zouden worden.
Begin jaren 1980 leerde hij Sidney Lumet kennen tijdens de opnames van diens politiethriller Prince of the City (1981). Torres maakte de regisseur wegwijs in de rechtbanken van New York. Midden 1988 nam Lumet opnieuw contact op met Torres, ditmaal met het plan om een film over een rechter te maken. Torres bezorgde hem zijn roman Q&A, waarop Lumet de rechten kocht en besloot om het boek te verfilmen.
De regisseur veranderde enkele elementen uit het boek voor zijn script. In Torres' roman wordt de relatie tussen Al Reilly en Nancy Bosch uitgebreid verteld in flashbacks, in de film daarentegen speelt hun gedeelde geschiedenis een minder grote rol en wordt er vooral gefocust op raciale thema's.

### Casting
Timothy Hutton, Nick Nolte en Armand Assante waren de eerste keuze van de regisseur. Hutton had eerder al het titelpersonage vertolkt in Lumets boekverfilming Daniel (1983). Als voorbereiding op zijn rol reed Hutton in Manhattan mee met een politiepatrouille. Nolte kwam zo'n 20 kg aan voor zijn rol. De acteur wilde met zijn overgewicht de losbandigheid en brutaliteit van het personage accentueren. Via Torres ontmoette Nolte ook Vincent Hefferen, een gewezen politieagent die in Spanish Harlem gediend had, om politiejargon te leren en een beter beeld te krijgen van de oude garde van de politie, die nog de periode van voor de Knapp Commission (1970) en de Miranda rights (1966) had meegemaakt. Zowel Hutton als Nolte ontmoette ook de befaamde New Yorkse openbaar aanklager Robert Morgenthau. Jenny Lumet, de dochter van de regisseur, werd gecast als Nancy.

### Opnames
De opnames voor de film gingen in september 1989 van start in New York. Er werd gefilmd in onder meer Spanish Harlem en Puerto Rico. Aan de opnames gingen, zoals gebruikelijk was voor producties van Lumet, uitgebreide repetities vooraf. Lumet werkte voor Q&A voor de negende keer samen met cameraman Andrzej Bartkowiak. De filmmuziek werd gecomponeerd door de Panamese muzikant Rubén Blades.

### Release
Q&A ging op 26 april 1990 in première in de Verenigde Staten. Later werd de film ook uitgebracht op VHS en dvd. In Frankrijk werd de film in 2013 ook op blu-ray uitgebracht.
De film kreeg overwegend positieve recensies. Op Rotten Tomatoes heeft Q&A een waarde van 87% en een gemiddelde score van 6,9/10, gebaseerd op 23 recensies.

## Thema's
In Q&A focust regisseur Sidney Lumet zich andermaal op corruptie binnen de politie en justitie van New York, een thema dat hij eerder al aan bod liet komen in films als Serpico (1973) en Prince of the City (1981). 
De oorspronkelijke roman van Edwin Torres was hoofdzakelijk een liefdesverhaal met een subtiele, raciale subtekst. Lumet besloot minder aandacht aan het liefdesverhaal te schenken en meer te focussen op de raciale spanningen tussen de verschillende personages, waardoor racisme het hoofdthema van de film werd.
Zo zijn er in de film verschillende etnische groepen die aan bod komen. In zowel het misdaad- als politiemilieu worden er kliekjes gevormd langs etnische breuklijnen. Binnen de eigen groep wordt loyaliteit verwacht, terwijl personen die een andere afkomst, huidskleur of religie hebben voortdurend, al dan niet bewust, gewantrouwd en geminacht worden.
Het hoofdpersonage, de ambitieuze advocaat Al Reilly, legt tijdens zijn onderzoek het expliciet racisme van politieagent Mike Brennan bloot, maar beseft ondertussen niet dat zijn eigen impliciet racisme aan de basis lag van zijn breuk met de Afrikaans-Puerto Ricaanse Nancy.